# Isztambul-csatorna
Az Isztambul-csatorna tervezett mesterséges vízi út Törökországban, Isztambul nyugati, európai oldalán, a Márvány-tenger és a Fekete-tenger között.
A csatorna elképzelését már a 16. században, I. Szulejmán szultán idején is felvetették, és a 18. században III. Musztafa szultán próbálta megvalósítani a tervet.

## Ismertetése
Tervezett hossza 45 km, szélessége 400 méter (egy pontján kb. 1 km széles), minimális szélessége a fenéken 275 m, mélysége több mint 21 m lesz. A csatorna építését a tervek szerint hat év alatt fejezik be, építési költségét hivatalosan 15 milliárd dollárra becsülik.– Várható átbocsátási kapacitása 160 hajó/nap. A csatornán át hat hidat fognak építeni. Távolabbi elképzelés szerint a vízi út mentén 500 ezer lakosú város (vagy két partján egy-egy város) épül.
A hajózócsatorna legfontosabb feladata a Boszporusz hajóforgalmának tehermentesítése, a balesetek, köztük az olajszállító tartályhajók balesetei kockázatának csökkentése. A projekt céljai között szerepel a török gazdaság élénkítése is, valamint Törökország súlyának növelése a nemzetközi kereskedelemben.

## Az építkezés kezdete
Az Isztambul-csatorna építése hivatalosan 2021. június 26-án kezdődött. A projekt elindítási ünnepségén részt vett Erdoğan török államfő, aki elhelyezte a leendő vízi út partjait összekötő Sazlıdere híd alapkövét. Erdogan elnök először éppen tíz évvel korábban, 2011-ben jelentette be a hajózócsatorna építésének tervét. Induláskor a megvalósítás fontos részletei – pl. a finanszírozás, a kivitelezés menetrendje, esetleges külföldi részvétel az építkezésen – még nem voltak ismertek.

## Kritika
Számos szakértő és maga Ekrem İmamoğlu, Isztambul polgármestere is ellenzi a projektet, elsősorban környezetvédelmi okokra hivatkoznak. Szerintük a város egy részének vízellátása is veszélybe kerülhet, hiszen a csatorna elvágná Isztambult a Terkos-tótól és a Sazlıdere víztározótól. Egyelőre nem tudni bizonyosan, hogy a létesítmény nemzetközi vagy belföldi vízi útnak minősülne-e, utóbbi esetben ugyanis kikerülne a montreux-i egyezmény hatálya alól.

## Technikai adatok
Tervezett legfontosabb adatok az építkezés kezdetén (2021 nyarán)
| Hossz:               | 45 km        |
| Szélesség a fenéken  | 275 m        |
| Mélység              | +21 méter    |
| Átbocsátási képesség | 160 hajó/nap |